# 13200 Романьяні
13200 Романьяні (13200 Romagnani) — астероїд головного поясу, відкритий 13 березня 1997 року.
Тіссеранів параметр щодо Юпітера — 3,405.